# Edith Thompson

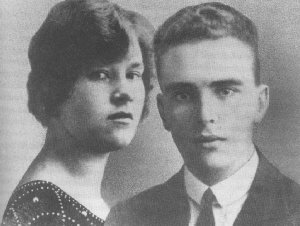
Edith Thompson und Frederick Bywaters

Edith Jessie Thompson (* 25. Dezember 1893 als Edith Jessie Graydon in Dalston, Hackney, County of London; † 9. Januar 1923 im Holloway Prison, Islington, County of London) war eine britische Staatsbürgerin, die in einem umstrittenen Prozess wegen Beihilfe bzw. Anstiftung zum Mord an ihrem Mann Percy verurteilt und im Holloway Prison hingerichtet wurde. Ihr kontroverser Fall wurde von Zeitgenossen heftig diskutiert.

## Leben
Edith Thompson wurde im Stadtteil Dalston des Londoner Stadtbezirks Hackney als Edith Graydon geboren. Nach dem Besuch der Schule fand die als „sehr fähig“ beschriebene junge Frau 1914 Arbeit als Buchhalterin und leitende Angestellte in einer Hutmacherei. Im Jahr darauf heiratete sie den drei Jahre älteren Expedienten Percy Thompson, mit dem sie seit sechs Jahren bekannt war.
1920 traf das Paar den damals achtzehnjährigen Angehörigen der Handelsmarine Frederick Bywaters, den Edith Thompson schon seit dessen Schulzeit kannte. Auf eine Einladung Percy Thompsons hin begleitete er im Juni 1921 die Thompsons und Ediths jüngere Schwester Avis bei einem Urlaub auf der Isle of Wight. Im Anschluss an den Urlaub zog Bywaters wiederum auf Einladung Percy Thompsons als Untermieter der Thompsons in deren Haus in Ilford ein. Zu dieser Zeit begannen Edith Thompson und Frederick Bywaters eine Affäre. Percy Thompson, der dies bemerkte, warf daraufhin Bywaters im August nach einem heftigen Streit, bei dem er auch gewalttätig gegenüber Edith geworden sein soll, aus dem Haus.
Bywaters und Edith Thompson setzten daraufhin ihre Beziehung fort, indem sie sich heimlich trafen, wenn Bywaters nicht auf See war. Während seiner Seefahrten schrieben sie sich Briefe, die während des Prozesses eine wichtige Rolle für die Beweisführung der Anklage spielen sollten.

## Der Mord an Percy Thompson
Am Abend des 3. Oktober 1922 kehrte das Ehepaar Thompson von einem Theaterbesuch in London nach Ilford zurück. Gegen Mitternacht näherte sich ihnen Bywaters, stieß Edith Thompson zur Seite und griff Percy Thompson mit einem Messer an. In dem Kampf fügte er Percy Thompson mehrere tiefe Schnittwunden zu, ehe er floh. Edith Thompson schrie um Hilfe, ein herbeigeeilter Arzt konnte aber dem schwer verletzten Percy Thompson nicht mehr helfen, er verstarb noch am Schauplatz des Überfalls.
Die herbeigerufene Polizei wurde angesichts der Tatsache, dass Edith Thompson keinen Angriff erwähnte, sondern davon sprach, ihr Mann habe „eine Art Anfall“ gehabt, misstrauisch, und begann mit Ermittlungen. Sehr schnell wurde sie auf Frederick Bywaters, dessen enge Beziehung zu den Thompsons und besonders zu Edith aufmerksam. Am Abend des 4. Oktober wurde er verhaftet Edith Thompson, die bis dahin einen Angriff auf Percy Thompson verneint hatte, sah Bywaters auf der Polizeistation, woraufhin sie zusammenbrach und Bywaters als den Mörder ihres Mannes identifizierte. Obwohl Frederick Bywaters nach anfänglichem Leugnen angab, dass er den Angriff allein geplant und ausgeführt hatte, und Edith Thompson aussagte, dass sie nicht gewollt habe, dass Bywaters Percy Thompson töte, wurden beide des Mordes an Percy Thompson angeklagt.

## Prozess und Verurteilung
Der Prozess gegen Edith Thompson und Frederick Bywaters fand vom 6. bis zum 11. Dezember 1922 in Old Bailey unter großem öffentlichen Interesse statt. Edith Thompson drohte als erster Frau seit 16 Jahren die Hinrichtung. Zudem erzeugte die Konstellation, dass eine verheiratete Frau und ihr acht Jahre jüngerer Liebhaber des Mordes angeklagt waren, große Aufmerksamkeit.
Wie schon während der polizeilichen Untersuchungen gab Bywaters während des gesamten Prozesses an, den Angriff allein geplant und ausgeführt zu haben, eine Anstiftung durch Edith Thompson oder ihre Mitwisserschaft bestritt er ebenso wie eine Tötungsabsicht. Für die Presse wurde Edith Thompson schnell zur „Messalina von Ilford“, einer berechnenden Frau, die ihren unerfahrenen jungen Liebhaber zum Mord an ihrem Ehemann gedrängt haben musste.
Eine wichtige Rolle in dieser Einschätzung und der Beweisführung der Anklage spielten dabei die über 60 Liebesbriefe, die Thompson an Bywaters geschrieben hatte. In ihnen beschrieb die Frau leidenschaftlich ihre Liebe zu Bywaters und gab sich Fantasien hin, wie viel besser das Leben ohne ihren Mann Percy sein würde. Daneben schickte sie ihm Zeitungsausschnitte über Vergiftungen. Wegen ihrer für die damalige Zeit unerhörten Freizügigkeit (Edith Thompson beschrieb unter anderem einen Orgasmus, den sie in den Armen Bywaters erlebt hatte, und das Ausbleiben ihrer Menstruation) wurden den Geschworenen nur Teile der Briefe vorgelegt. In einem der Briefe beschrieb Edith Thompson, dass sie ihrem Mann Gift und gemahlenes Glas ins Essen gemischt habe. Weder die erste gerichtsmedizinische Untersuchung des Mordopfers vom 5. Oktober noch eine zweite vom 3. November (nachdem die belastenden Passagen entdeckt worden waren) konnten jedoch Hinweise auf eine solche Tat finden.
Obwohl ihr weder eine Beteiligung noch eine Mitwisserschaft an der Tat nachgewiesen werden konnte, und trotz ihrer Unschuldsbeteuerungen und Bywaters Erklärungen, allein für die Tat verantwortlich zu sein, wurde Edith Thompson wie auch Frederick Bywaters am 11. Dezember 1922 zum Tode verurteilt.

## Hinrichtung und Folgen
Etwa eine Million Menschen unterzeichneten eine Petition für die Begnadigung von Edith Thompson und vor allem von Frederick Bywaters, dessen Versuch, die Schuld allein auf sich zu nehmen, als besonders ritterlich empfunden wurde. Thompson wurde nun auch in der Presse nicht mehr als die berechnende Verführerin des jugendlichen Bywaters dargestellt, sondern als einfältige Frau. Kontrovers wurde darüber diskutiert, ob es moralisch zu rechtfertigen sei, eine Frau zu hängen. Bywaters und Thompson legten Berufung ein, die jedoch am 21. Dezember von Innenminister William Bridgeman abgewiesen wurde. Trotz aller Bemühungen und der wiederholten Aussage Bywaters, allein für die Tat verantwortlich zu sein, wurden beide gleichzeitig am 9. Januar 1923 um 9 Uhr morgens am Galgen hingerichtet, er in Pentonville, sie im Holloway Prison.
Schon kurze Zeit nach der Vollstreckung kamen Gerüchte über Details der Exekution Edith Thompsons auf.
Trotz offizieller Erklärungen, die Hinrichtung sei ruhig verlaufen, zirkulierten Berichte, dass Edith Thompson hysterisch war, mit Beruhigungsmitteln sediert und halb ohnmächtig zum Galgen getragen, und zum Umlegen der Schlinge aufrecht gehalten werden musste. In einigen Zeitungsberichten war auch die Rede davon, dass Edith Thompson nach der Vollstreckung des Urteils stark geblutet habe, Teile ihres Uterus seien ihr durch die Hinrichtung aus dem Körper gefallen. Die Möglichkeit einer Schwangerschaft und durch die Hinrichtung ausgelösten Fehlgeburt wurden diskutiert.
Die verheerenden Auswirkungen auf die Zeugen und Ausführenden der Exekution zeigten sich darin, dass mehrere von ihnen frühzeitig aus ihrem Beruf ausschieden. John Ellis, ihr Henker, war von der Hinrichtung so traumatisiert, dass er zwei Wochen später einen Suizidversuch unternahm. 1923 quittierte er den Dienst, 1932 war ein weiterer Selbsttötungsversuch erfolgreich. Laut Aussagen seines Sohnes hatte er die Hinrichtung Thompsons nie verkraftet.
Edith Thompson wurde im Hof von Holloway Prison beerdigt. Anfang der siebziger Jahre, im Zuge des Umbaus des Gefängnisses, wurden ihre sterblichen Überreste zusammen mit denen dreier anderer in Holloway hingerichteten Frauen auf den Brookwood Cemetery überführt und in einem namenlosen Grab bestattet. Im November 1993 wurde mit einem Gottesdienst eine neue Grabstelle zur Erinnerung an Edith Thompson feierlich eingeweiht.

## Nachwirkungen
Der Fall Edith Thompson, ihre Verurteilung zum Tode ohne nachgewiesene Tatbeteiligung sowie die Umstände ihrer Hinrichtung waren auch noch Jahre später Anlass heftiger Diskussionen. So sah sich das Home Office noch 1956 zu einer Erklärung gezwungen, in der es abstritt, bei der Exekution Edith Thompsons sei es zu besonders gräulichen oder abstoßenden Ereignissen gekommen. Der Fall wurde von Gegnern der Todesstrafe in Großbritannien während der Diskussion über die Abschaffung häufig als Beispiel für die Grausamkeit von Hinrichtungen angeführt.
Edith Thompsons Leben, der Mordfall und der Prozess gegen sie und Frederick Bywaters inspirierten auch Literatur und Film. Alfred Hitchcock wollte über den Fall einen Dokumentarfilm drehen.
Romane und Theaterstücke, die auf dem Fall basieren oder in denen er verarbeitet wird, existieren von F. Tennyson Jesse (A Pin To See the Peepshow – 1973 mit Francesca Annis fürs Fernsehen verfilmt), Frank Vosper (People Like Us – ursprünglich vom Lord Chamberlain of the Household verboten und erst 1948 aufgeführt), P. D. James, Dorothy L. Sayers und Anthony Berkeley.
Gayle Hunnicutt spielte Edith Thompson 1981 in einer Folge der britischen Serie The Lady Killers, in der der Fall Bywaters/Thompson thematisiert wird. 2001 wurde der Fall mit Another Life erneut verfilmt, diesmal mit Natasha Little in der Rolle Edith Thompsons.
2006 veröffentlichte Molly Cutpurse A Life Lived, einen Roman, in dem das fiktive Leben einer begnadigten Edith Thompson beschrieben wird.
Des Weiteren existieren zahlreiche Biographien über Thompson und Studien des Falles, unter anderem The Innocence of Edith Thompson: A Study in Old Bailey Justice von Lewis Broad (1952), Fred and Edie von Jill Dawson (2000), sowie Criminal Justice: The True Story of Edith Thompson von Rene Weis aus dem Jahr 1988.
Frederick Bywaters und Edith Thompson waren einige Jahre als Wachsfiguren bei Madame Tussauds ausgestellt.